# Кафарський Володимир Іванович
Володи́мир Іва́нович Кафа́рський (28 липня 1949, село Ворона, Коломийський район, Івано-Франківська область) — український політик, науковець, доктор юридичних наук, професор, завідувач кафедри конституційного та міжнародного права Прикарпатського юридичного інституту Львівського державного університету внутрішніх справ. Член Народної партії. Директор Науково-дослідного центру політології і соціології.

## Освіта
Івано-Франківський державний педагогічний інститут (1977), історик, викладач історії та суспільствознавства. Кандидат філософських наук, доктор юридичних наук (2010, Інститут держави і права ім. В.М. Корецького НАН України, тема: «Конституційно-правове регулювання організації та діяльності політичних партій в Україні»), професор.
Володіє польською мовою.

## Трудова діяльність
- Вересень 1966 — серпень 1968 — учень Снятинського культурно-освітнього училища.
- Вересень — грудень 1968 — директор Войнилівського будинку культури Івано-Франківської області.
- Грудень 1968 — грудень 1970 — служба в армії.
- Лютий 1971 — серпень 1972 — секретар комітету ЛКСМУ Івано-Франківського ТУ № 2.
- Вересень 1972 — серпень 1977 — студент Івано-Франківського державного педагогічного інституту.
- Серпень — вересень 1977 — організатор позакласної роботи і вчитель історії та суспільствознавства Отинянської СШ Коломийського району.
- Вересень 1977-листопад 1980 — лектор Коломийського міськкому КПУ.
- Січень — квітень 1981 — молодший науковий співробітник науково-дослідного сектору, квітень 1981 — квітень 1998 — завідувач навчальної частини, старший викладач кафедри філософії, доцент кафедри філософії та соціології, з 1996 — директор Науково-дослідного центру політології та соціології Івано-Франківського державного педагогічного інституту (Прикарпатського державного університету).

Народний депутат України 3-го скликання з 12 травня 1998 до 14 травня 2002 від НДП, № 15 в списку. На час виборів: директор Науково-дослідного центру політології і соціології, член НДП. Член фракції НДП (з травня 1998). Член Комітету з питань науки і освіти (з липня 1998).
Народний депутат України 4-го скликання з 14 травня 2002 до 25 травня 2006 від блоку «За єдину Україну!», № 34 в списку. На час виборів: народний депутат України, член НДП. Член фракції «Єдина Україна» (травень — червень 2002), член фракції НДП (червень 2002 — травень 2004), член фракції НДП та ПППУ (травень — грудень 2004), позафракційний (15 — 23 грудня 2004), член фракції Народної аграрної партії України (грудень 2004 — березень 2005), член фракції Народної партії (з березня 2005). Секретар Комітету з питань науки і освіти (з червня 2002).
Березень 2006 — кандидат в народні депутати України від Народного блоку Литвина, № 81 в списку.
Грудень 1990 — лютий 1996 — член Координаційної ради ПДВУ, потім — член президії Координаційної ради ПДВУ.
Член Політради НДП (з лютого 1996), член політвиконкому Політради НДП (з травня 1999), голова Івано-Франківської обласної організації НДП (до грудня 2004).
Член президії (з 1992), заступник голови об'єднання «Нова Україна» (з квітня 1993).
Радник Прем'єр-міністра України на громад. засадах (жовтень 2001 — листопад 2002).

## Науковий доробок
- Кафарський В. І. Духовні сили людини / В. І. Кафарський. — Івано-Франківськ: Супрун В. П., 2016. — 57 с. — ISBN 978-966-8969-87-4.
- Кафарський В. І. Духовна наука: в 3 т. / В. І. Кафарський. — Івано-Франківськ: Супрун В. П., 2014. — ISBN 978-966-8969-50-8. — Т. 1: Історіософія віри в єдиного Бога. — 2014. — 483 с. — ISBN 978-966-8969-51-5 (т. 1).
- Кафарський В. І. Духовна наука: в 3 т. / В. І. Кафарський. — Івано-Франківськ: Супрун В. П., 2014. — ISBN 978-966-8969-50-8. — Т. 2: Духовні істини і моральні цінності людини. — 2016. — 507 с. — ISBN 978-966-8969-79-9 (т. 2).
- Політичні партії України: конституційно-правове регулювання організації та діяльності: монографія / В. І. Кафарський; Інститут держави і права імені В. М. Корецького НАН України. — К.: Логос, 2008. — 560 с. — ISBN 978-966-171-044-2.
- Кафарський В. І. Комунізм і український національно-визвольний рух. — Івано-Франківськ: Плай, 2002. — 832 с. — ISBN 966-640-070-7.
- Кафарський В. І. Нація і держава: Культура, Ідеологія, Духовність. — Івано-Франківськ: Плай, 1999. — 336 с. — ISBN 966-7365-63-8.

## Родина
Дружина Стефанія Миколаївна (1952) — начальник відділу кадрів управління Пенсійного фонду України в Івано-Франківській області. Син Віталій (1973) — юрист, юрисконсульт. Син Олег (1985).

## Нагороди
Орден «За заслуги» III (липень 1999), II (серпень 2002), I ступенів (серпень 2005). Почесна грамота Кабінету Міністрів України (лютий 2004).